# Comunicazione mediata dal computer
La Comunicazione mediata dal computer (in acronimo CMC), è una branca di studi che si occupa di come le tecnologie dell'informazione, unitamente al computer, rendano possibili peculiari forme di comunicazione a distanza fra le persone.
Si parla di comunicazione mediata dal computer quando è possibile avviare e sostenere uno scambio comunicativo a distanza, in modalità grafica o testuale, sincrona o asincrona, attraverso una rete telematica fatta da due o più computer (come la rete Internet). I prerequisiti di tale comunicazione implicano pertanto l'utilizzo di un computer sia da parte dell'emittente che del ricevente, di una connessione per l'accesso alla rete telematica (una linea telefonica o dedicata, via cavo o wireless), e di software di comunicazione specializzati.

## L'oggetto di studio
Tradizionalmente la CMC, in quanto branca di ricerca sistematica ha studiato la comunicazione sincrona e asincrona, testuale e grafica mediante i computer connessi alla rete telematica.
- La CMC asincrona studia quelle forme di comunicazione mediata dal computer caratterizzate dal linguaggio testuale, scritto, uno ad uno, uno a molti, di carattere privato, semiprivato, pubblico, in assenza di vincoli spaziali e temporali fra gli interlocutori, come posta elettronica, i newsgroup e le mailing list.
- La CMC sincrona studia quelle forme di comunicazione mediata dal computer caratterizzate da un linguaggio simile a quello della comunicazione asincrona mediata dal computer, ma "in presenza" degli interlocutori (esempio video-conferenza).

La CMC studia anche la comunicazione visuale/testuale delle homepage personali, dei siti Internet, dei giochi online. Si occupa cioè della comunicazione grafica, multimediale, interattiva, ipertestuale e ipermediale che combina elementi testuali del linguaggio verbale e del linguaggio dei segni, i pittogrammi, gli ideogrammi e i simboli grafici, coniugati al linguaggio dei media, e quindi le immagini, fisse e in movimento, i fonogrammi.
Per questo, oggi, oltre che le tecnologie e gli ambienti elettronici citati, la CMC si occupa anche delle tecnologie ibride che consentono una comunicazione ad ampia larghezza di banda fra due o più interlocutori. Il focus degli studi più recenti riguarda le forme prevalenti della comunicazione tramite il protocollo TCP/IP, quello della rete Internet, e i protocolli complementari che ne gestiscono i servizi di base, (HTTP, FTP, SMTP, POP3, IMAP, Telnet, ecc.), ma anche le forme comunicative di cui il web costituisce un'interfaccia privilegiata, e cioè il blogging, il vlogging, il wiki-writing, i social network, il social broadcasting, il network peering.

## Storia
L'avvio degli studi sulla Comunicazione Mediata dal Computer può essere ricondotto all'interesse suscitato dall'evoluzione del computer da strumento di calcolo prima, di gestione e manipolazione di simboli poi, in strumento relazionale, cioè di comunicazione, quando il computer assume la dignità di un medium grazie a una lunga serie di avanzamenti scientifici e tecnologici.
Secondo molti studiosi la base filosofica della concettualizzazione del computer come medium va ricercata nel saggio The computer as a communication device (1968) in cui gli autori, Licklider e Taylor, concepiscono il rapporto uomo computer diverso da una semplice relazione macchinica e avanzano una compiuta interpretazione del computer come mezzo di comunicazione, comunicazione intesa come relazione creativa agevolata dal computer, che, se svolta attraverso le reti, trasformerebbe il computer in spazio di comunicazione. 
Dopo i primi studi pionieristici di J.C.R. Licklider e R.W. Taylor, e quelli di S.R. Hiltz e M. Turoff, negli anni ottanta, e con il contributo di numerosi saggi giornalistici, la riflessione scientifica sistematica sulla CMC si è sviluppata soprattutto nell'ambito della psicologia sociale che, affrontando il tema della comunicazione mediata dal computer in ambito aziendale, ha sviluppato un ampio corpus di ricerche sulle comunità virtuali e le identità online, la cooperazione in rete e il telelavoro, focalizzando le proprie analisi sugli artefatti e i dispositivi che estendono la capacità umana di comunicare; le attitudini e le pratiche relazionali e comunicative che vengono messe in gioco attraverso di essi; le organizzazioni, le comunità e gli assetti sociali che dal loro uso derivano.
Alcuni studiosi distinguono tre fasi nell'affermarsi della CMC come campo di riflessione:
1. una prima fase, caratterizzata dagli studi divulgativi, in particolare quelli di Howard Rheingold e Sherry Turkle, sulle comunità virtuali e le identità online;
2. una seconda fase degli studi scientifici, caratterizzata dagli studi sui giochi on line (i cosiddetti MUD);
3. una terza degli studi critici, caratterizzati dall'interesse per le peculiari modalità di comunicazione consentita dal web, dalle differenze nell'accesso a questa comunicazione (divario digitale), gli effetti di un suo uso prolungato, gli Internet Addiction Disorders (IAD), la sua declinazione territoriale e comunitaria.

## Psicologia sociale
Nel campo della psicologia sociale, la comunicazione mediata dal computer è stata oggetto di crescente attenzione per i suoi effetti sulle dinamiche interpersonali, sulla regolazione emotiva e sull'identità sociale. Diversi studi evidenziano come l’uso sistematico di strumenti digitali scritti (email, messaggistica istantanea, forum) possa influenzare in profondità i comportamenti comunicativi e le strategie relazionali degli individui.
Un fenomeno osservato è la preferenza rigida per la comunicazione scritta, che può assumere una funzione compensatoria in soggetti con tratti di ansia sociale o disturbo evitante di personalità, i quali trovano nella scrittura una modalità più controllabile - e meno esposta al giudizio altrui - rispetto alla comunicazione faccia a faccia o telefonica. In questo senso, la scrittura digitale può diventare uno strumento di difesa psicologica, facilitando l’autoespressione in assenza di segnali corporei o anche verbali.
Un altro elemento rilevante riguarda la dissociazione temporale tra emissione e ricezione del messaggio, che consente una maggiore riflessione, ma può anche inibire l’immediatezza empatica tipica della comunicazione sincrona. Questo aspetto è stato collegato a condizioni quali l’alessitimia funzionale o a una bassa intelligenza emotiva, in cui l'elaborazione delle emozioni avviene con lentezza o difficoltà.
Infine, l’uso impulsivo della comunicazione scritta — evitando sistematicamente ed accuratamente forme di comunicazione sincrona o in presenza (es. conversazioni telefoniche, incontri faccia a faccia), anche in contesti in cui queste sarebbero più appropriate o funzionali — è stato messo in luce in saggi divulgativi come E-mail, l’inconscio e il Superego di Umberto Eco, che dimostra come la rapidità della scrittura digitale possa sormontare i normali filtri psichici di autocensura e riflessione morale: sebbene tale preferenza rigida e sistematica per le interazioni sociali mediate da testo scritto (messaggi, lettere) sia patologia non sconosciuta ai secoli scorsi, le tecnologie digitali hanno enfatizzato e moltiplicati i casi in cui tale preferenza non è giustificata da impedimenti pratici o fisici, ma è motivata da fattori emotivi, cognitivi e comportamentali.